# Duke Ellington
Edward Kennedy "Duke" Ellington, född 29 april 1899 i Washington D.C., död 24 maj 1974 i New York i New York, var en amerikansk framstående jazzmusiker, pianist och orkesterledare. Han var även verksam som kompositör och arrangör.
Duke Ellington räknas i dag som en av de mest betydelsefulla personerna inom jazzmusiken, även internationellt. I tilltagande omfattning också med kompositioner och arrangemang som delvis löste upp gränser mellan jazzmusik och mera traditionell konstmusik ("s.k. "klassisk musik"). Flera av hans kompositioner har idag mer än 80 år på nacken, och är fortfarande levande.

## Biografi

### Tidiga år
Duke Ellington föddes i Washington, D.C. och hans föräldrar, som tillhörde en tämligen välsituerad mörkhyad överklass, var noga med att ge honom en ordentlig uppfostran. Där i ingick också att få pianolektioner, som påbörjades vid 7-8 års ålder. Dock ägnade han sig i tonåren hellre åt baseboll än musik.
När han tillsammans med sin mor var på semester i en kustort, råkade han komma att lyssna på en pianist, som senare gav honom vissa tips, när det gällde pianospel. Ellington började lära sig grunderna för, hur man läser noter och fick hjälp att träna upp sina färdigheter i pianospel. Han fick små speljobb på klubbar och kaféer i Washingtons omgivningar och tre månader innan han skulle vara färdig med sin yrkesskoleutbildning, slutade han den och blev professionell musiker.
1917 bildade han sin första egna orkester och han tog tre viktiga steg mot självständighet. 1. Han flyttade från sina föräldrars hem, 2. han blev sin egen agent och 3. han gifte sig med Edna Thompson.

### Tidig karriär
Ellingtons popularitet växte sakta och så även hans orkester, som gjorde framträdanden på många av de exklusiva klubbarna i Washington. Genombrottet kom när orkestern 1927 fick ett engagemang på Cotton Club i Harlem i New York, vilket ledde till radioframträdanden och skivinspelningar. Om Ellington har sagts att hans instrument i första hand var orkestern och hans arrangemang formade sig ofta till suggestiva tonmålningar. En lång rad förstklassiga - och i vissa fall stilbildande - jazzmusiker spelade i hans orkester, några av dem under mycket lång tid. Man kan nämna trumpetarna James "Bubber" Miley, Cootie Williams, Rex Stewart och Clark Terry, trombonisterna Joe "Tricky Sam" Nanton och Lawrence Brown, klarinettisten Barney Bigard, altsaxofonisten Johnny Hodges, tenorsaxofonisterna Ben Webster och Paul Gonsalves, barytonsaxofonisten Harry Carney och basisten Jimmy Blanton. Under åren utvecklade han även sitt pianospel och gjorde under de sista 15 åren av sitt liv flera skivinspelningar som pianist tillsammans med exempelvis Louis Armstrong, John Coltrane och Charles Mingus.
Ellington sysslade även med sakral musik, för vilken han skrev inte mindre än tre verk, sina Sacred Concerts. 1963 började han samarbeta med Alice Babs och skrev den andra och tredje av körkompositionerna för hennes klara stämma och ovanligt stora tonomfång på drygt tre oktaver.
Storbandet fortlevde en tid efter Ellingtons död, då under ledning av Mercer Ellington.

### Global karriär
Ellingtons orkester vann på 30-talet världsrykte och turnerade i bortåt 40 år över hela världen.
Den svenska Musikaliska Akademien uttalade med hänvisning till Klassikerskyddet att Ellingtons jazzversioner av Edvard Griegs stycken ur Peer Gynt på skivan Swinging Suites by Edward E. and Edward G. (1960) var "kränkande för den nordiska musikkulturen". Ellington drog tillbaka skivorna och fallet togs aldrig upp i domstol. År 1970 togs han själv upp som ledamot nummer 360 i Musikaliska Akademien. Samma år blev Ellington invald som medlem av American Academy of Arts and Letters.
Ellington uppträdde även vid ett flertal tillfällen i Sverige, såväl med jazz i TV och i andra sammanhang som kyrkokonserter, där Alice Babs blev en central figur. Alice Babs Serenading Duke Ellington är ett musikalbum från 1994, som samlat material från hennes tidigare utgåvor av Ellington-låtar på LP.

## Utmärkelser
Asteroiden 3156 Ellington är uppkallad efter honom.

## Diskografi i urval
- Black and Tan Fantasy (1927)
- Creole Love Call (1928)
- Mood Indigo (1931)
- Creole Rhapsody (1931)
- It Don’t Mean a Thing If It Ain’t Got That Swing (1932)
- In a Sentimental Mood (1935)
- Caravan (1937)
- Prelude to a Kiss (1938)
- C Jam Blues (1938)
- Concerto for Cootie (1940)
- Take the "A" Train (1941, komponerad av Billy Strayhorn)
- I Got It Bad and That Ain’t Good (1941)
- Don’t Get Around Much Anymore (1942)
- Harlem (1950)
- Satin Doll (1958 tillsammans med Billy Strayhorn och Johnny Mercer)
- Swinging Suites by Edward E. and Edward G. (1960)
- Far Away Star (1978, med Alice Babs)

Dessutom ett antal sviter:
- Black, Brown and Beige (1945)
- Jump for Joy (1949)
- Serenade to Sweden (1966, med Alice Babs)
- The Second Sacred Concert (1967)